# 하루타촌 (시가현 구리타군)
하루타촌(治田村)은 시가현 구리타군에 설치되었던 촌이다. 현재의 릿토시 북동부, 구사쓰시 중심부에 해당한다.